# Pardosa dranensis
Pardosa dranensis este o specie de păianjeni din genul Pardosa, familia Lycosidae, descrisă de Henry Roughton Hogg în anul 1922.
Este endemică în Vietnam. Conform Catalogue of Life specia Pardosa dranensis nu are subspecii cunoscute.